# مالوري مارتين
مالوري مارتين (بالفرنسية: Malaury Martin)‏ (مواليد 25 أغسطس 1988 في نيس - فرنسا) لاعب كرة قدم فرنسي يلعب حاليا لصالح نادي الدرجة الأولى موناكو الفرنسي منذ 2006 في مركز الوسط المحوري .

## روابط خارجية
- مالوري مارتين على موقع قاعدة بيانات كرة القدم.إي يو (الإنجليزية)
- مالوري مارتين على موقع Soccerbase.com (لاعب) (الإنجليزية)
- مالوري مارتين على موقع Soccerway.com (الإنجليزية)
- مالوري مارتين على موقع عالم كرة القدم.نت (الإنجليزية)
- مالوري مارتين على موقع كووورة